# Хрудім
Хрудім (чеськ. Chrudim [ˈxruɟɪm]) — місто на заході Пардубицького краю Чеської Республіки. Є адміністративним центром округу Хрудім. Населення — 23 484 чоловік (2006). Знаходиться на 110 кілометрів на схід від Праги.

## Історія
У VII — VIII століттях в район нинішнього Хрудіма прийшли слов'яни. Поселення, очевидно, з'явилося в IX столітті, хоча перша згадка про нього датована 1055 роком, коли тут помер чеський князь Бржетіслав I. За правління Пржемисла Оттокара II Хрудім став королівським містом. Його вигідне становище на шляху із Праги до Моравії зробило Хрудім одним із основних міст Чеського королівства.
Під час Гуситських війн (1419–1434) Хрудім підтримав прихильників Гуса, німецьке населення покинуло місто. Важким лихом для міста стала також Тридцятирічна війна. Хрудім почав втрачати свою колишню значимість.
Будівництво залізниці через Хрудім у третій чверті XIX століття негативно позначилося на економіці міста. Незважаючи на це, Хрудім поступово ставав культурним центром.

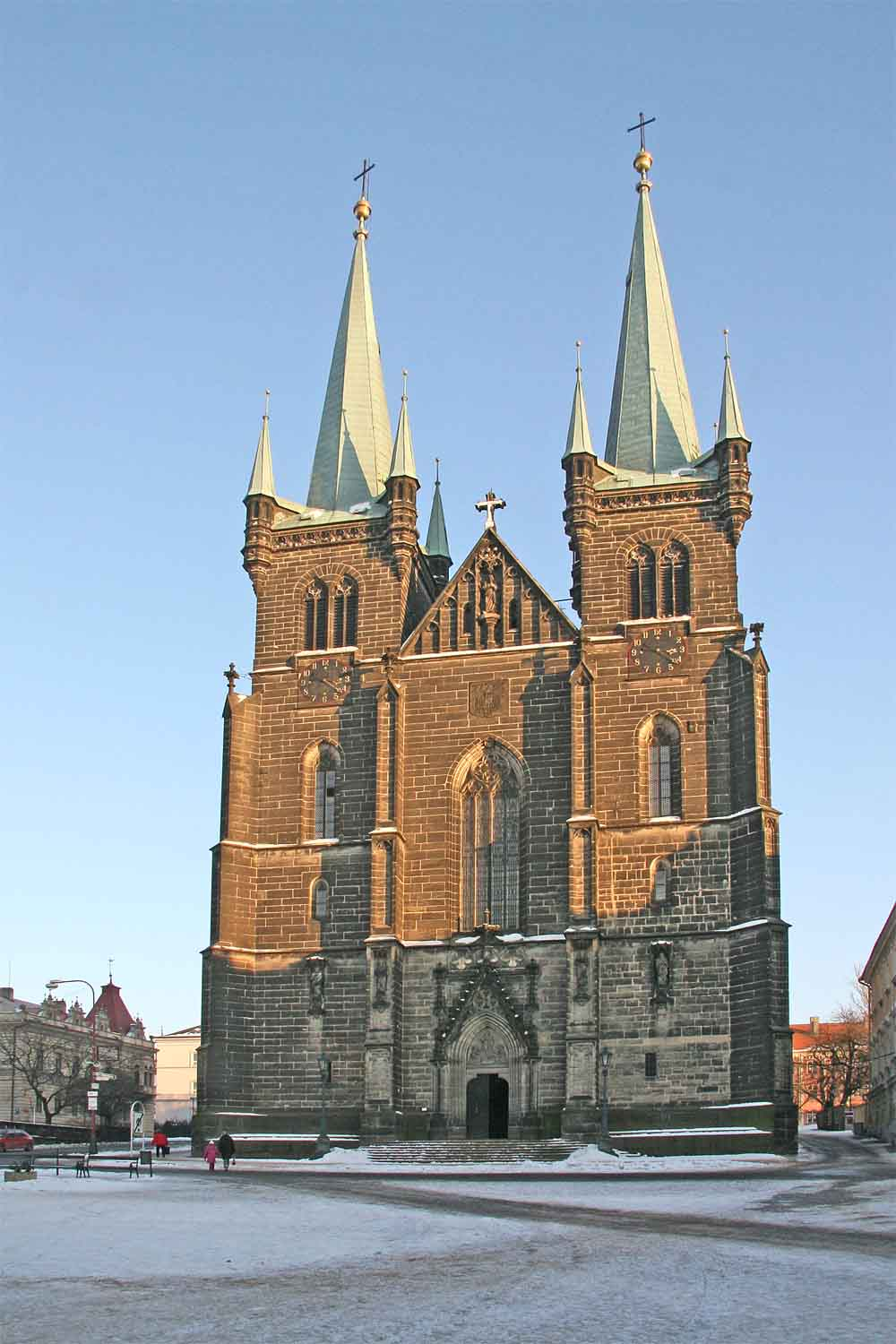
Костел Вознесіння Діви Марії

## Пам'ятки
- Церква Вознесіння Діви Марії (1857—1879)
- Церква св. Йосипа (1662—1665)
- Церква св. Катерини Олександрійської (1662—1665)
- Чумний стовп

## Населення
| Рік  | Чисельність | Чисельність |
| ---- | ----------- | ----------- |
| 1869 | 9446        | [ 3 ]       |
| 1869 | 10 586      | [ 4 ]       |
| 1880 | 11 886      | [ 3 ]       |
| 1880 | 13 240      | [ 4 ]       |
| 1890 | 13 484      | [ 4 ]       |
| 1900 | 14 413      | [ 4 ]       |
| 1910 | 14 996      | [ 4 ]       |
| 1910 | 13 556      | [ 3 ]       |
| 1921 | 14 620      | [ 4 ]       |

| Рік  | Чисельність | Чисельність |
| ---- | ----------- | ----------- |
| 1930 | 13 264      | [ 3 ]       |
| 1930 | 14 776      | [ 4 ]       |
| 1950 | 15 210      | [ 4 ]       |
| 1950 | 14 053      | [ 3 ]       |
| 1961 | 15 481      | [ 3 ]       |
| 1961 | 16 460      | [ 4 ]       |
| 1970 | 17 268      | [ 3 ]       |
| 1970 | 18 238      | [ 4 ]       |
| 1980 | 20 673      | [ 3 ]       |

| Рік  | Чисельність | Чисельність |
| ---- | ----------- | ----------- |
| 1980 | 21 393      | [ 4 ]       |
| 1991 | 23 643      | [ 3 ]       |
| 1991 | 23 643      | [ 4 ]       |
| 2001 | 23 898      | [ 4 ]       |
| 2016 | 23 061      | [ 5 ]       |
| 2017 | 23 102      | [ 6 ]       |
| 2018 | 23 133      | [ 7 ]       |
| 2019 | 23 151      | [ 8 ]       |
| 2020 | 23 168      | [ 9 ]       |

| Рік  | Чисельність | Чисельність |
| ---- | ----------- | ----------- |
| 2021 | 23 140      | [ 10 ]      |
| 2021 | 22 873      | [ 11 ]      |
| 2022 | 22 773      | [ 12 ]      |
| 2023 | 23 443      | [ 13 ]      |
| 2024 | 23 441      | [ 14 ]      |
| 2025 | 23 564      | [ 15 ]      |

| Рік  | Чисельність | Чисельність |
| ---- | ----------- | ----------- |
| 1869 | 9446        | [ 3 ]       |
| 1869 | 10 586      | [ 4 ]       |
| 1880 | 11 886      | [ 3 ]       |
| 1880 | 13 240      | [ 4 ]       |
| 1890 | 13 484      | [ 4 ]       |
| 1900 | 14 413      | [ 4 ]       |
| 1910 | 14 996      | [ 4 ]       |
| 1910 | 13 556      | [ 3 ]       |
| 1921 | 14 620      | [ 4 ]       |

| Рік  | Чисельність | Чисельність |
| ---- | ----------- | ----------- |
| 1930 | 13 264      | [ 3 ]       |
| 1930 | 14 776      | [ 4 ]       |
| 1950 | 15 210      | [ 4 ]       |
| 1950 | 14 053      | [ 3 ]       |
| 1961 | 15 481      | [ 3 ]       |
| 1961 | 16 460      | [ 4 ]       |
| 1970 | 17 268      | [ 3 ]       |
| 1970 | 18 238      | [ 4 ]       |
| 1980 | 20 673      | [ 3 ]       |

| Рік  | Чисельність | Чисельність |
| ---- | ----------- | ----------- |
| 1980 | 21 393      | [ 4 ]       |
| 1991 | 23 643      | [ 3 ]       |
| 1991 | 23 643      | [ 4 ]       |
| 2001 | 23 898      | [ 4 ]       |
| 2016 | 23 061      | [ 5 ]       |
| 2017 | 23 102      | [ 6 ]       |
| 2018 | 23 133      | [ 7 ]       |
| 2019 | 23 151      | [ 8 ]       |
| 2020 | 23 168      | [ 9 ]       |

| Рік  | Чисельність | Чисельність |
| ---- | ----------- | ----------- |
| 2021 | 23 140      | [ 10 ]      |
| 2021 | 22 873      | [ 11 ]      |
| 2022 | 22 773      | [ 12 ]      |
| 2023 | 23 443      | [ 13 ]      |
| 2024 | 23 441      | [ 14 ]      |
| 2025 | 23 564      | [ 15 ]      |

## Міста-побратими
- Черкаси, Україна